# Emilio Rodriguez (golfer)

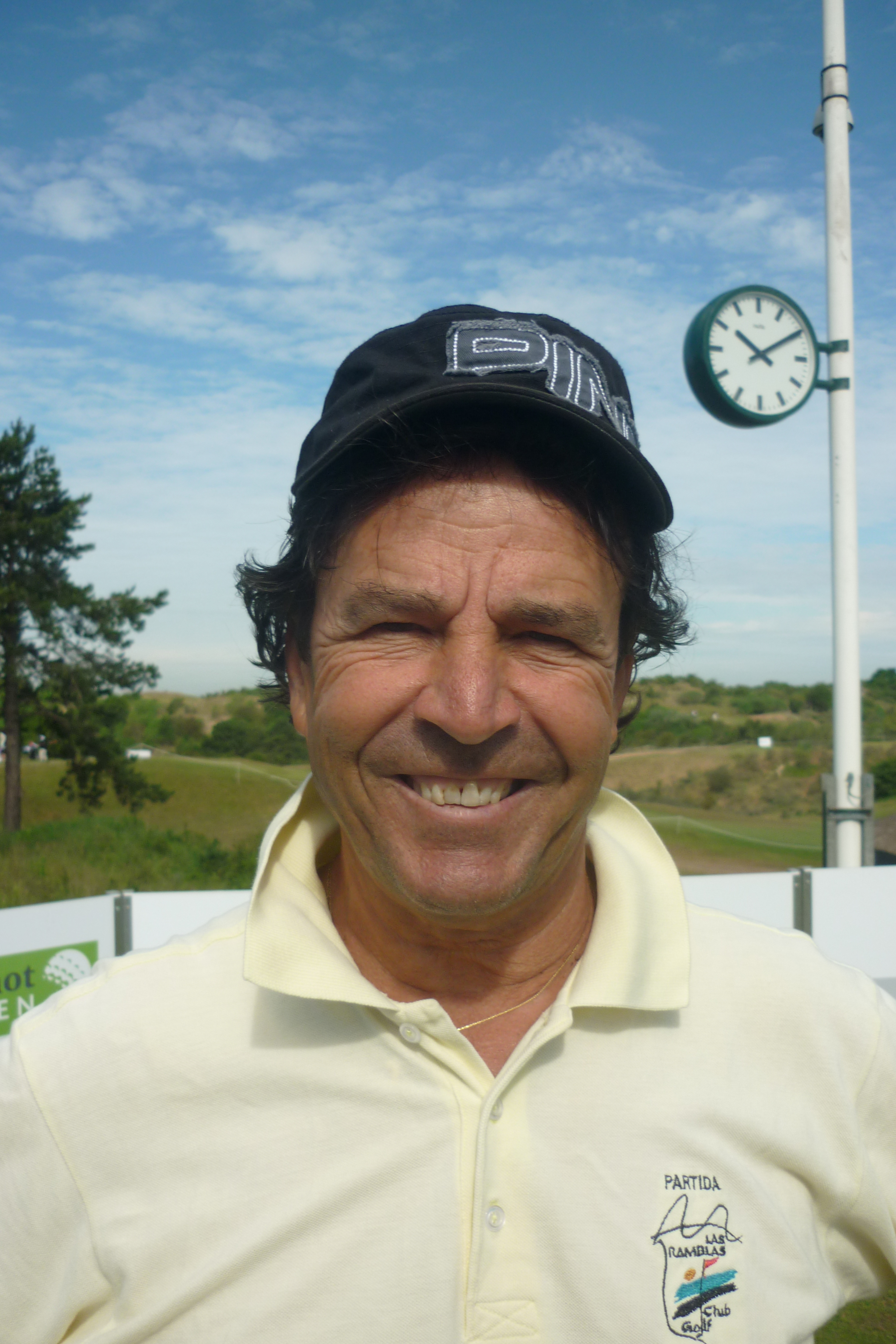
Dutch Senior Open 2010.

Emilio Rodrigues (Málaga, 3 oktober 1954) is een professioneel golfer uit Spanje.
Rodrigues werd in 1972 professional. Van 1982-1989 speelde hij op de Europese Tour maar heeft daar niets gewonnen. Zijn beste resultaat was een 13de plaats bij het Portugees Open van 1983.
Sinds 1978 is hij teaching-pro op de Villamartin Club de Golf in Alicante. Zijn zoon Emilio Rodriguez Aguilera wil ook pro worden.
Sinds 2005 speelt Rodrigues op de Europese Senior Tour en eindigde dat jaar op de 25ste plaats van de Order of Merit. Zijn beste resultaat is een derde plaats bij het Open de France Senior in Divonne in 2007.